# Albert Weyersberg
Franz Albert Weyersberg (* 30. August 1861 in Solingen; † 10. August 1937 ebenda) war ein deutscher Industrieller und Heimatforscher.

## Leben
Albert Weyersberg kam aus der Solinger Schwertindustriellenfamilie Weyersberg und war selbst Fabrikbesitzer. Er war der Sohn des Kaufmanns Carl Ludwig   Weyersberg (* 2. Oktober 1821; † 1901) und dessen Frau Adele (geborene Schimmelbusch, * 1. Oktober 1840; † 1926), einer Tochter des Kaufmanns Franz Carl Schimmelbusch (1809–1880). Weyersberg war mit Johanne Mathilde (geborene Schnitzler, * 1872) verheiratet, die im November 1899 unerwartet starb.
Er beschäftigte sich als Privatgelehrter mit der Geschichte des Solinger Handwerks und forschte und publizierte zur Wirtschafts- und Lokalgeschichte der Stadt.
1910 wurde er korrespondierendes Mitglied des Bergischen Geschichtsvereins, im Jahr 1925 wurde er bei Gründung der Abteilung Solingen des Vereins Ehrenvorsitzender, 1931 Ehrenmitglied im Hauptverein. Ferner war er Mitglied des Vereins für historische Waffenkunde, Ehrenpfleger des Germanischen Nationalmuseums sowie Ehrenarchivar der evangelischen Gemeindevertretung. 1931 erhielt er den Ehrendoktor-Titel der Universität Köln (Dr. rer. pol. h. c.).

## Veröffentlichungen (Auswahl)
Er publizierte über 400 Beiträge zur Heimatkunde und zur historischen Waffenkunde.
- Chronik der Familie Weyersberg zu Solingen. Elberfeld 1893 (ub.uni-duesseldorf.de).
- Die in den privilegierten Handwerken der Solinger Industrie vertretenen Familiennamen. In: Monatsschrift des Bergischen Geschichtsvereins. 2. Jahrgang, Nr. 1, 1895, S. 1–3 und weitere Beiträge (zeitspurensuche.de).
- Solinger Schwertschmiede-Familien. In: Zeitschrift für historische Waffenkunde. Band 1, Heft 1, Verein für historische Waffenkunde, Dresden 1899, S. 20 und mehrere Fortsetzungen (ub.uni-heidelberg.de)
- Solinger Schwertschmiede-Familien. In: Zeitschrift für historische Waffenkunde. Band 6, Heft 4, Verein für historische Waffenkunde, Dresden 1914, S. 142–146 (Textarchiv – Internet Archive).
- Solinger Schwertschmiede des 16. und 17. Jahrhunderts und ihre Erzeugnisse. Solingen 1926.
- Johann Abraham Henckels (1813–1870). In: Rheinisch-Westfälische Wirtschaftsbiographien. Band 1. Aschendorff, Münster 1931, S. 214–229.